# Un padre no tan padre
Un padre no tan padreés una pel·lícula de comèdia mexicana que es va estrenar el 21 de desembre de 2016. Va ser escrita per Alberto Bremer i dirigida per Raúl Martínez, convertint-se així en la seva opera prima. Produït per Panorama Global i protagonitzat per Héctor Bonilla, Benny Ibarra, Jacqueline Bracamontes i Natália Subtil, aquest llargmetratge va recaptar un total de 69 milions de pesos mexicans en les tres primeres setmanes posteriors a la seva estrena, aconseguint així, entrar en el Top ten de les pel·lícules més taquilleres del 2016 a Mèxic.
Un padre no tan padre, gravada en diferents localitzacions de San Miguel de Allende, Guanajuato, va acudir al Festival Internacional de Cinema de Morelia (FICM) de 2016.
Nominada el 2017 a dos premis Diosas de Plata i a dos premis Luminus', la història relata com Don Servando (Héctor Bonilla), malgrat la seva exigència i necessitat de fer tot com ell vol, aconsegueix adaptar-se a una vida completament diferent amb el seu fill Fran (Benny Ibarra), la seva núvia (Jacqueline Bracamontes), el seu net Rene (Sergio Mayer Mora) i diversos desconeguts més que li faran comprendre el veritablement important de la vida.
La pel·lícula no està recomanada per a menors de 13 anys.

## Argument
Un vell i malcarat Don Servando (Héctor Bonilla) és expulsat de la seva residència d'ancians per mal comportament i tracte als seus companys i treballadors del centre. És el moment en el qual -malgrat la seva falta de ganes- anirà a viure amb el seu fill Francisco (Benny Ibarra), el menor de tots ells. Aquest conviu amb la seva parella Al ma (Jacqueline Bracamontes), el seu fill Rene (Sergio Mayer Mori) -fruit d'una relació anterior-, i la resta de la seva comunitat "hippie".
Els primers dies de convivència es converteixen en un desafiament per tots, inclòs el propi Don Servando, que ha d'acostumar-se a molts hàbits amb els quals no està familiaritzat. Una parella homosexual, un malalt fumador de marihuana, una àvia moderna i altres companys de casa faran que Don Servando pugui abandonar la seva fúria per les diferències del que l'envolten amb respecte, amor i comprensió.

## Repartiment
- Héctor Bonilla com Don Servando.
- Benny Ibarra com Francisco.
- Jacqueline Bracamontes com Alma.
- Camila Seler com Carla.
- Zamia Fandiño com Mirtala.
- Arturo Barba com Bill.
- Rafael Simón com Greg.
- Eduardo Tanus com Memo.
- Gabriel Nuncio com Pare Jorge.
- Natália Subtil com Gio.
- Sergio Mayer Mori com Rene.
- Octavio Anza com Homero.
- Tina French com Gina.
- Yulian Díaz com Orlando.
- Jaime Del Águila com Enfermero Rene.
- Sandra Sánchez Cantú com Felipa.[1]

## Producció
Panorama Globalés un conglomerat de producció amb base en Mèxic dedicat a l'entreteniment. Aquesta productora va disposar l'estrena oficial de Un padre no tan padre a totes les sales de cinema Cinépolis el 23 de desembre de 2016 i la seva distribució a través de la plataforma Netflix, una cosa que va deixar d'ocórrer passat el temps.
El rodatge es va realitzar en diferents espais de la localitat de San Miguel de Allende, ciutat de l'estat de Guanajuato. La cançó i lletra Amar de nuevo, de Benny Ibarra, va ser llançada de manera oficial el 4 de desembre de 2016. És la cançó, tema i soundtrack de la pel·lícula. Aquesta, nominada a “millor cançó original” per al premi Diosas de Plata, no el va obtenir finalment.

## Llançament
La pel·lícula no està recomanada per a menors de 13 anys. La pel·lícula va tenir una àmplia estratègia de màrqueting, cosa que va poder fer-se visible gràcies a la seva nominació al premi Luminus per la "millor campanya publicitària".
La pel·lícula es va estrenar en Mèxic el 21 de desembre de 2016 i el 27 de desembre de 2016 als Estats Units. El mateix dia de l'estrena de la pel·lícula, Benny Ibarra -un dels protagonistes- estrenava també la pel·lícula "Sing" on doblava al personatge de Coala.

## Recepció
A les tres primeres setmanes que va estar en cartellera a Mèxic va obtenir una recaptació superior als 69 milions de pesos mexicans. Fou vista per més d'un milió i mig de persones i es va convertir així en una de les cinc pel·lícules més taquilleres de Mèxic en aquest any. La recaptació total de la pel·lícula aconseguiria els 86 milions de pesos mexicans, la qual cosa serien 4 milions de dòlars i 3,8 milions d'euros.

## Crítica
Les pàgines de classificació de pel·lícules no atorguen més que un aprovat a Un pare no tan pare, destacant l'actuació del protagonista principal, Héctor Bonilla, com a Don Servando.
Un relat moralista d'inclusió i reconciliació comentava Alejandro Alemán pel diari El Universal, però com sostenia Jesús Chavarría per a Cinema Premiere, "pot funcionar per a qui busqui una pel·lícula amable, sense complicacions".".

## Premis i nominacions
Un padre no tan padre va rebre nominacions per als premis Luminus per "millor actor" per a Héctor Bonilla i per "millor campanya publicitària", i per als premis Diosas de Plata per "millor actor revelació" per a Segio Mayer Mori i "millor cançó original" per Amar de nuevo de Benny Ibarra.
| Any  | Premi           | Categoria                                  | Resultat |
| ---- | --------------- | ------------------------------------------ | -------- |
| 2017 | Diosas de Plata | Millor actor revelació (Sergio Mayer Mori) | Nominat  |
| 2017 | Diosas de Plata | Millor cançó original (Benny Ibarra)       | Nominat  |
| 2017 | Luminus         | Millor campanya publicitària               | Nominat  |
| 2017 | Luminus         | Millor actor (Héctor Bonilla)              | Nominat  |